# Thành phố tự do Danzig
Thành phố tự do Danzig (tiếng Đức: Freie Stadt Danzig; tiếng Ba Lan: Wolne Miasto Gdańsk) là một thành bang bán tự trị từng tồn tại giữa các năm 1920 và 1939, bao gồm hải cảng Danzig (ngày nay là Gdańsk) tại biển Baltic và gần 200 thị trấn ở khu vực xung quanh, ra đời ngày 15 tháng 11 năm 1920 chiếu theo Điều 100 (chương XI của phần III) của Hiệp ước Versailles 1919.
Thành phố tự do này gồm có thành phố Danzig và các thị trấn, làng mạc và các khu định cư lân cận, những nơi trước đó bị chủng tộc Đức chiếm đóng. Theo như Hoà ước tuyên bố, khu vực này là tách biệt với nước Đức cũng như quốc gia Ba Lan mới độc lập, nhưng nó không phải một quốc gia độc lập. Thành phố tự do này được đặt dưới sự bảo vệ của Hội Quốc Liên và thuộc liên minh thuế quan bắt buộc với Ba Lan.
Ba Lan được toàn quyền duy trì và phát triển ngành vận tải, truyền thông và các thiết bị hải cảng tại thành phố này. Thành phố tự ra đời nhằm cho phép Ba Lan tiếp cận một hải cảng tầm cỡ, trong khi 95% dân số thành phố là người Đức. Người Ba Lan thiểu số trong thành phố tiếp tục bị áp bức và Đức hoá bởi những nhà cầm quyền người Đức địa phương. Họ đối mặt với sự căm giận rất lớn từ người Đức và chính quyền địa phương duy trì những chính sách phân biệt đối xử và đàn áp người Ba Lan..
Năm 1933, chính quyền thành phố bị kiểm soát bởi Đảng Quốc xã địa phương, họ đàn áp phe dân chủ đối lập. Để tránh bị khủng bố và bức hại, nhiều người Do Thái đã chạy trốn. Sau khi Đức xâm lược Ba Lan năm 1939, Đức Quốc xã đã thủ tiêu Thành phố tự do và sáp nhập khu vực này vào Reichsgau mới thành lập của Reichsgau Danzig-Tây Phổ. Người Đức phân loại người Ba Lan và người Do Thái là hạ đẳng, bắt họ phải chịu sự phân biệt đối xử, 
lao động cưỡng bức và bị diệt chủng. Nhiều người đã chết trong các trại tập trung.
Trong lúc Hồng quân tấn công thành phố đầu năm 1945, nhiều dân thường đã chạy trốn hoặc bị giết hại. Sau chiến tranh, nhiều người chủng tộc Đức còn sống sót đã bị đày và trục xuất sang phía Tây khi những người thiểu số Ba Lan quay lại nơi đây. Cuối cùng thành phố trở thành một phần của Ba Lan, là hệ quả của thỏa thuận Potsdam.